# 斯多里·马斯格雷夫
弗兰克林·斯多里·马斯格雷夫（英語：Franklin Story Musgrave，1935年8月19日—）曾是一位美国国家航空航天局的宇航员，执行过、以及任务。